# Yōkame no semi
Pour plus de détails, voir Fiche technique et Distribution.
Yōkame no semi (八日目の蝉) est un film japonais réalisé par Izuru Narushima, sorti en 2011.

## Synopsis
Après une rupture, Kiwako enlève le bébé de son ex-compagnon et décide de l'élever.

## Fiche technique
- Titre : Yōkame no semi
- Titre original : 八日目の蝉
- Titre anglais : Rebirth / The Eighth Day
- Réalisation : Izuru Narushima
- Scénario : Satoko Okudera, d'après la série de romans de Mitsuyo Kakuta
- Musique : Gorō Yasukawa
- Photographie : Jun'ichi Fujisawa
- Montage : Chise Sanjō
- Production : Fumitsugu Ikeda
- Société de production : Amuse Soft, Chūōkōron Shinsha, Hakuhodo DY Media Partners, Nikkatsu, Shōchiku, Sony Music Entertainment, Yomiuri shinbun et Yahoo Japan
- Pays :  Japon
- Genre : drame
- Durée : 147 minutes
- Dates de sortie : 
  - Japon : 29 avril 2011[1]

## Distribution
- Hiromi Nagasaku : Kiwako Nonomiya / Rutsu
- Mao Inoue : Erina Akiyama
- Eiko Koike : Chigusa Ando
- Konomi Watanabe : Kaoru / Erina Akiyama / Ribeka
- Yōko Moriguchi : Etsuko Akiyama
- Tetsushi Tanaka : Takehiro Akiyama
- Jun Fubuki : Masae Sawada
- Gekidan Hitori : Takashi Kishida
- Yō Yoshida

## Distinctions
Le film a reçu treize nominations aux Japan Academy Prizes et reçu dix prix.